# Alister McGrath
Alister Edgar McGrath (Belfast, 23 gennaio 1953) è un teologo, biologo e educatore britannico.
Attualmente professore di Teologia, Ministero e Formazione al King's College London e direttore del Centre for Theology, Religion and Culture. McGrath è stato precedentemente professore di Teologia Storica alla University of Oxford, e rettore del Collegio Teologico di Wycliffe Hall, Oxford fino al 2005.
McGrath è noto per le sue opere di teologia storica, sistematica e scientifica, come anche per i suoi saggi sull'apologetica cristiana e la sua opposizione all'antireligionismo. Ha conseguito un PhD (in biofisica molecolare) e un Dottorato in Divinity presso la University of Oxford.

## Biografia
McGrath è nato a Belfast, Irlanda del Nord, ed è cresciuto a Downpatrick, County Down, dove ha frequentato la Scuola Superiore di Down. Nel settembre del 1966 divenne allievo al Methodist College di Belfast, dove i suoi studi si sono concentrati sulla matematica, la fisica e la chimica. È poi andato al Wadham College, Oxford, nel 1971 dove si è laureato col massimo dei voti in chimica nel 1975. Ha iniziato la ricerca in biofisica molecolare presso l'Università di Oxford, Dipartimento di Biochimica, sotto la supervisione del Professor George Radda, ha vinto una borsa APE per la ricerca sulle cefalosporine presso il Linacre College, Oxford, per l'anno accademico 1975-6, e una borsa di studio Domus Senior al Merton College di Oxford, per il periodo 1976-8. Durante questi tre anni, ha svolto ricerca scientifica e contemporaneamente ha studiato per una laurea presso la Scuola di Teologia dell'Università di Oxford. Ha conseguito quindi un Dottorato di Ricerca (D.Phil.) in biofisica molecolare (dicembre 1977), e una laurea magistrale cum laude in teologia nel giugno del 1978.
McGrath in seguito ha lasciato Oxford per andare a lavorare presso l'Università di Cambridge, dove ha anche studiato per essere ordinato nella Chiesa anglicana. Nel settembre 1980, è stato ordinato diacono e ha cominciato a lavorare come curato presso la chiesa parrocchiale di San Leonardo in Wollaton, Nottingham. Ordinato pastore a Southwell Minster nel settembre 1981, è stato nominato docente in dottrina e etica cristiana nel 1983 alla Wycliffe Hall, Oxford, e membro della Facoltà di Teologia dell'Università di Oxford. McGrath ha trascorso il semestre autunnale del 1990 come Visiting Professor di Teologia storica (cattedra Squire Ezra Tipple) presso la Divinity School della Drew University, Madison, New Jersey.
McGrath è stato successivamente eletto Docente Ricercatore in Teologia all'Università di Oxford nel 1993 e ha anche svolto funzioni di professore di ricerca in teologia al Regent College di Vancouver, dal 1993 al 1999. Nel 1995, è stato eletto Preside della Wycliffe Hall e nel 1999 si è aggiudicata una cattedra in teologia all'Università di Oxford, con il titolo di "Professore di Teologia Storica". Ha ricevuto un Dottorato di Ricerca in teologia nel 2001 presso Oxford per la sua ricerca in teologia storica e teologia sistematica, ed è stato un membro fondatore della International Society for Science and Religion (Società Internazionale per la Scienza e la Religione). Nel settembre 2008, McGrath ha assunto la cattedra di Teologia, Ministero, e Istruzione presso il Dipartimento di Studi e Formazione Professionale del King's College London., McGrath è stato incluso nella lista The 20 Most Brilliant Christian Professors ed è stato eletto membro della Royal Society of Arts.

## Posizioni
McGrath afferma l'Evoluzionismo teista. McGrath era precedentemente un ateo. Nel suo saggio del 2004, The Twilight of Atheism, McGrath ha indicato come l'ateismo fosse in declino, inoltre criticando molto lo scienziato Richard Dawkins, sottolineando la sua "imbarazzante ignoranza della teologia cristiana". Il suo libro L'illusione di Dawkins - una risposta all'L'illusione di Dio di Dawkins - è stato pubblicato da SPCK nel febbraio 2007, e i due hanno tenuto un dibattito pubblico sul tema, "Il credo religioso danneggia il benessere di una società, o è necessario per fornire i fondamenti morali ed etici di una società sana?"
McGrath ha anche discusso pubblicamente col filosofo Daniel Dennett, al Greer-Heard Point-Counterpoint Forum (febbraio 2007), a New Orleans. È stato intervistato da Richard Dawkins sul suo libro Dawkins' God: Genes, Memes, and the Meaning of Life e la fede in generale, per il documentario televisivo The Root of All Evil? L'intervista a McGrath non è stata inclusa nel montaggio finale, ma il filmato inedito è disponibile online. McGrath afferma di non opporsi all'ateismo di per sé, ma piuttosto al punto di vista sull'ateismo sostenuto da persone come Dawkins.

## Opere
Tra le pubblicazioni più note si annoverano le seguenti:
- Iustitia Dei: A History of the Christian Doctrine of Justification (1986) ISBN 0-521-62426-6
- Understanding the Trinity (1988) ISBN 0-310-29680-3
- Understanding Doctrine (1992) ISBN 0-310-47951-7
- Bridge-Building: Effective Christian Apologetics (1992) ISBN 0-85110-969-1
- Intellectuals Don't Need God and Other Modern Myths (1993) ISBN 0-310-59091-4
- A Life of John Calvin (1993) ISBN 0-631-18947-5
- A Passion for Truth: The Intellectual Coherence of Evangelicalism (1996) ISBN 0-8308-1866-9
- Science and Religion: An Introduction (1998) ISBN 0-631-20842-9
- Historical Theology: An Introduction to the History of Christian Thought (1998) ISBN 0-631-20844-5
- "I Believe": Exploring the Apostles' Creed (1998) ISBN 0-8308-1946-0
- T. F. Torrance: An Intellectual Biography (1999) ISBN 0-567-08683-6
- The Journey: A Pilgrim in the Lands of the Spirit (2000) ISBN 978-0-385-49588-2
- Christian Theology: An Introduction (2001) ISBN 0-631-22528-5 (assegnato come libro di testo per seminari)
- The Christian Theology Reader (2001) ISBN 0-631-20637-X (antologia con fonti primarie citate nel suo Christian Theology)
- In the Beginning : The Story of the King James Bible and How It Changed a Nation, a Language,and a Culture (2001) ISBN 0-385-72216-8
- Glimpsing the Face of God: The Search for Meaning in the Universe (2001) ISBN 0-8028-3980-0
- The Reenchantment of Nature: The Denial of Religion and the Ecological Crisis (2002) ISBN 978-0-385-50059-3
- Knowing Christ (2002) ISBN 0-385-50316-4
- A Scientific Theology v. 3 (2003) ISBN 0-567-08349-7
- A brief history of Heaven (2003) ISBN 0-631-23354-7
- The Twilight of Atheism: The Rise and Fall of Disbelief in the Modern World (2004) ISBN 0-385-50061-0
- Dawkins' God: Genes, Memes, and the Meaning of Life (2005) ISBN 1-4051-2538-1 (un saggio critico sullo scienziato Richard Dawkins e le sue tesi sulla religione)
- Christianity's Dangerous Idea: The Protestant Revolution from the Sixteenth to the Twenty-First Century (2007) ISBN 978-0-06-082213-2
- The Dawkins Delusion? (2007) ISBN 0-281-05927-6 (Risposta critica al saggio di Dawkins' intitolato L'illusione di Dio)
  - L'illusione di Dawkins, (2007) ISBN 978-8888747712 (IT)
- The Open Secret: A New Vision for Natural Theology (2008) ISBN 978-1-4051-2691-5
- A Fine-Tuned Universe: The Quest for God in Science and Theology (2009) ISBN 0-664-23310-4
- Heresy: A History of Defending the Truth (2009) ISBN 978-0-06-082214-9
- Mere Theology: Christian Faith and the Discipleship of the Mind (2010) ISBN 0-281-06209-9
- Chosen Ones (Series: The Aedyn Chronicles Volume: 1) (2010) ISBN 0-310-71812-0
- Flight of the Outcasts (Series: The Aedyn Chronicles Volume: 2) (2011) ISBN 0-310-71813-9
- Darkness Shall Fall (Series: The Aedyn Chronicles Volume: 3) (2011) ISBN 978-0-3107-1814-7
- "The Big Question: Why We Can’t Stop Talking About Science, Faith, and God" (2015), ISBN 978-1-250-07792-9 (tr. it: La grande domanda. Perché non si può fare a meno di parlare di scienza, di fede e di Dio, 2016, ISBN 978-8833927381)

### Principali traduzioni italiane
- Giovanni Calvino: il riformatore e la sua influenza sulla cultura occidentale, Torino, Claudiana, 1991
- Il pensiero della Riforma: Lutero, Zwingli, Calvino, Bucero: una introduzione, Torino, Claudiana, 1991
- Le radici della spiritualità protestante, Torino, Claudiana, 1997
- Teologia cristiana, Torino, Claudiana, 1999
- Il Dio sconosciuto: alla ricerca della realizzazione spirituale, Cinisello Balsamo, San Paolo, 2002
- Scienza e fede in dialogo: i fondamenti, Torino, Claudiana, 2002
- Dio e l'evoluzione: la discussione attuale, Soveria Mannelli, Rubbettino, 2006
- La grande domanda: perché non si può fare a meno di parlare di scienza, di fede e di Dio, Torino, Bollati Boringhieri, 2016
- La Riforma protestante e le sue idee sovversive. Una storia dal XVI al XXI secolo, Chieti, GBU, 2017